# Canal Vístula Spit

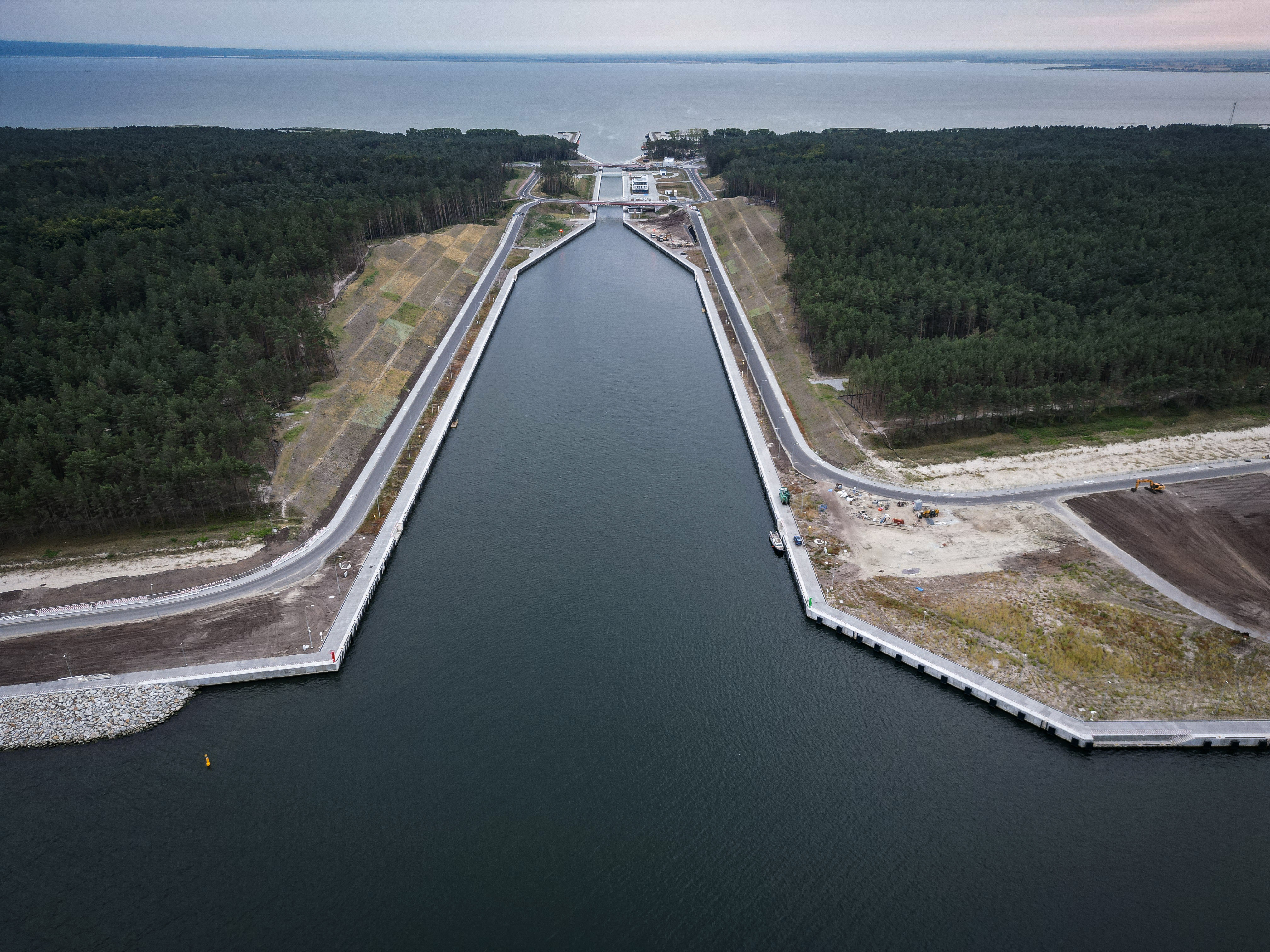
Vista aérea do canal Vistula Spit

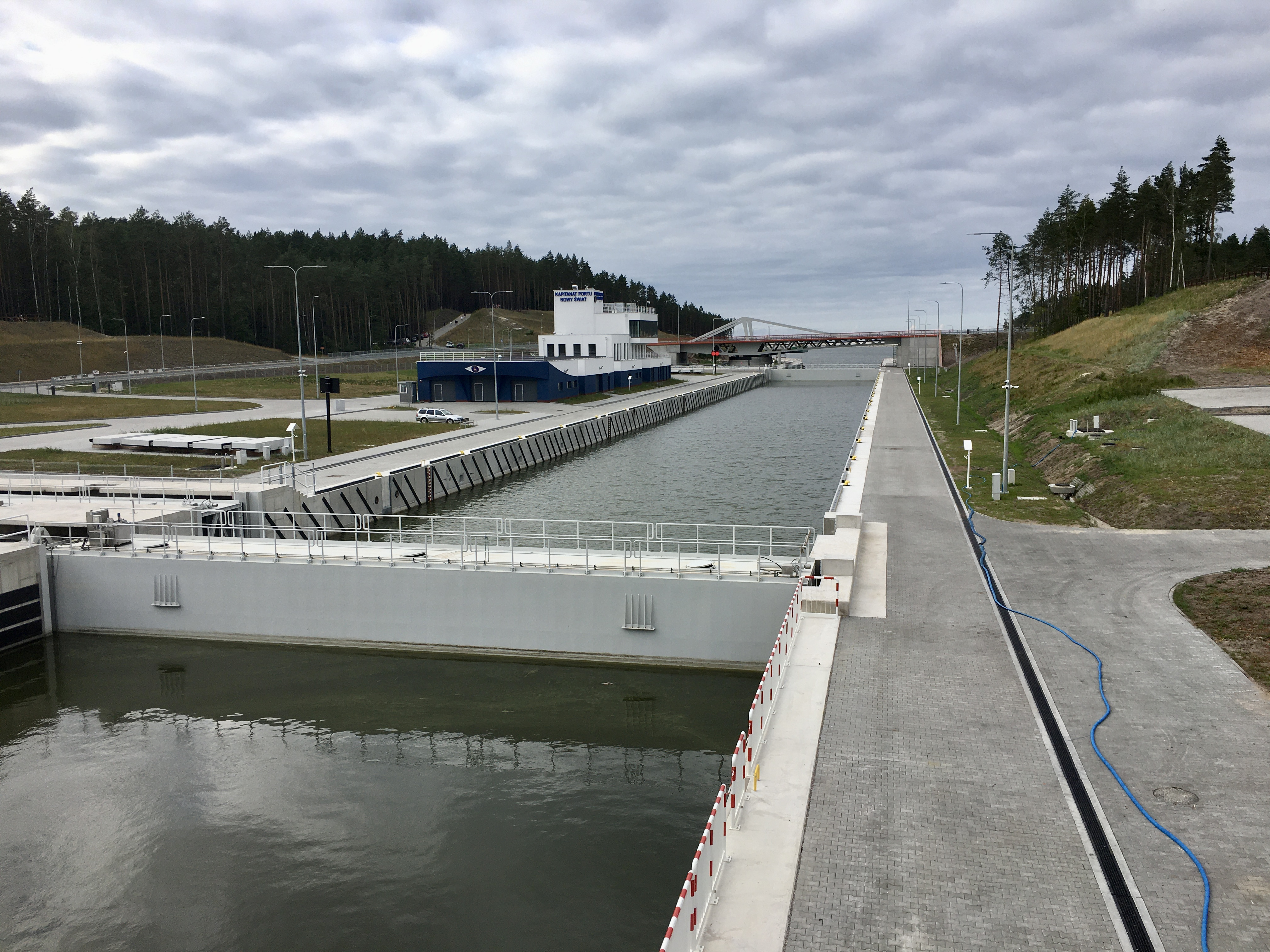
A eclusa do canal Vistula Spit

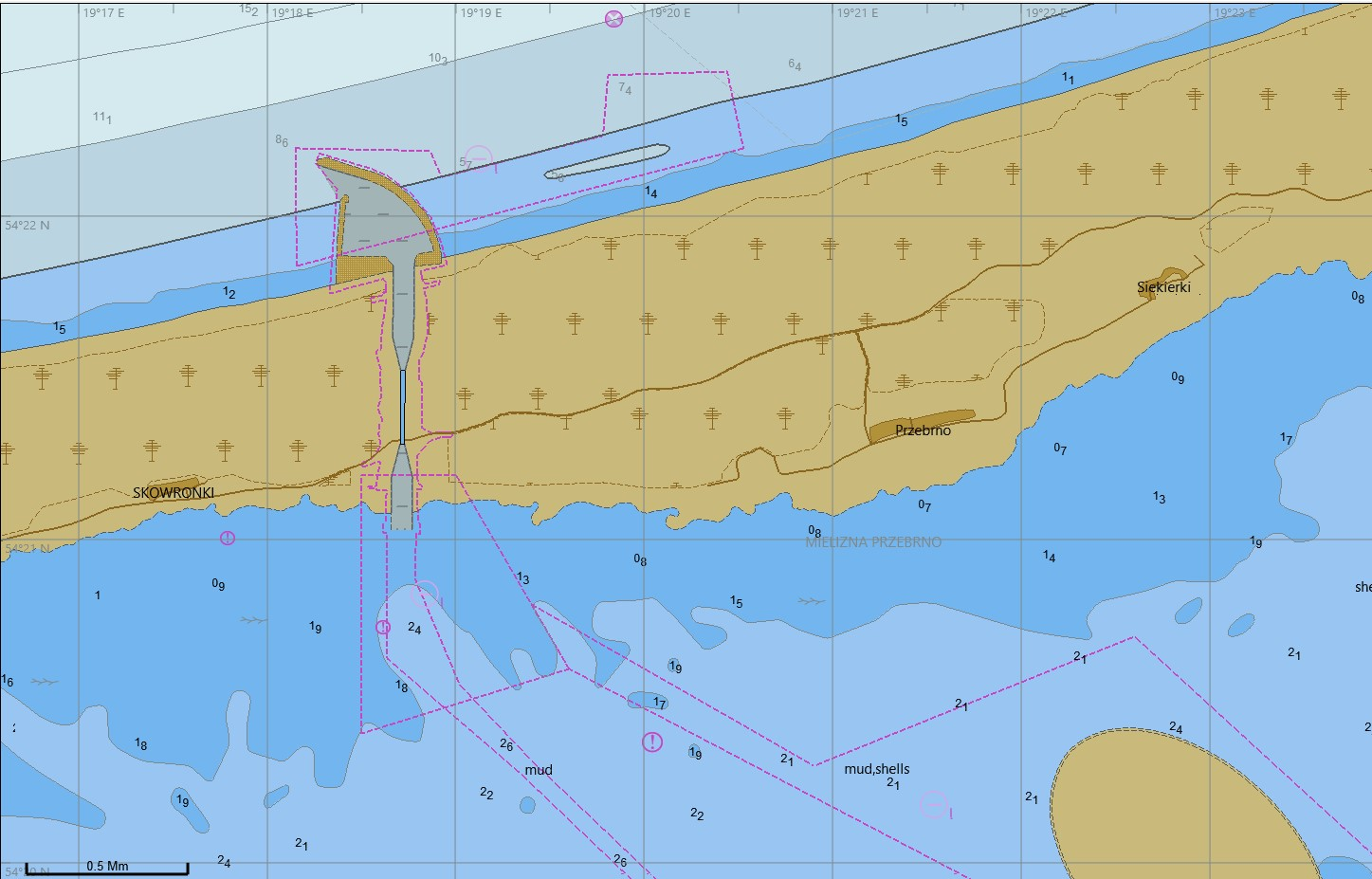
Mapa do canal

O canal Vistula Spit (em polonês/polaco:  Kanał przez Mierzeję Wiślaną), oficialmente conhecido como canal de navios Nowy Świat (em polonês/polaco:  Kanał żeglugowy Nowy Świat), é um canal que atravessa a seção polonesa do Vistula Spit que cria uma segunda conexão entre a Lagoa do Vístula e o Golfo de Gdańsk. Esse canal permite que os navios entrem na Lagoa do Vístula e no porto de Elbląg sem ter que depender do Estreito Russo de Baltiysk, poupando 100 kilometres (62 mi) em sua jornada. Sua construção foi iniciada em fevereiro de 2019. O canal posui 1,305 m (4 ft 3,4 in) de comprimento e permite a passagem de navios de calado de até 4 m (13 ft), com comprimento de até 100 m (330 ft) e boca de até 20 m (66 ft).
O canal foi inaugurado oficialmente em 17 de setembro de 2022. Há a previsão de outras obras que continuarão para expansão futura.
O canal está localizado entre as aldeias de Skowronki e Przebrno, no local de um assentamento abandonado chamado Nowy Świat, daí o seu nome oficial.

## Funcionamento
As principais obras incluem: 

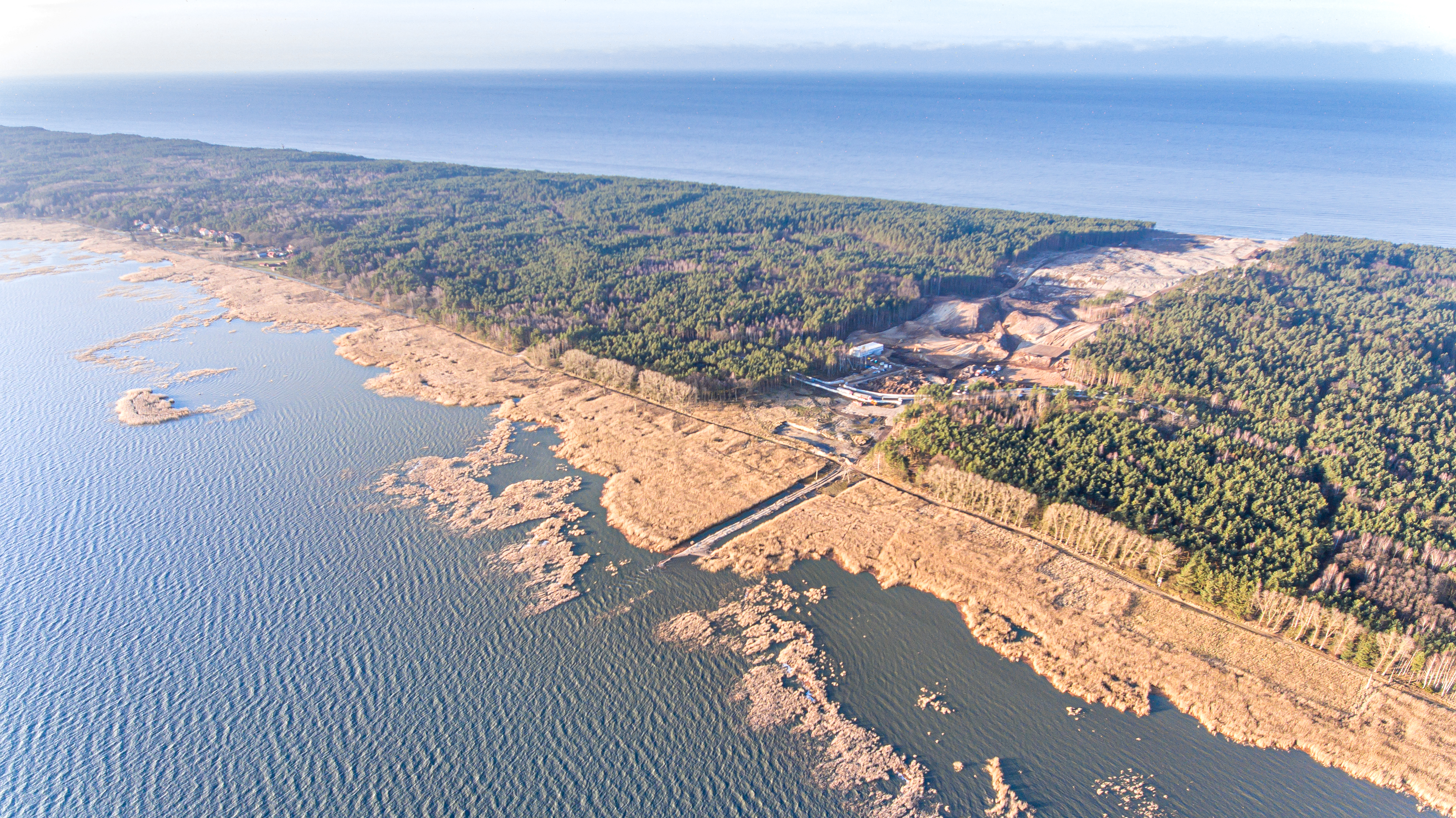
O canal em construção em janeiro de 2020

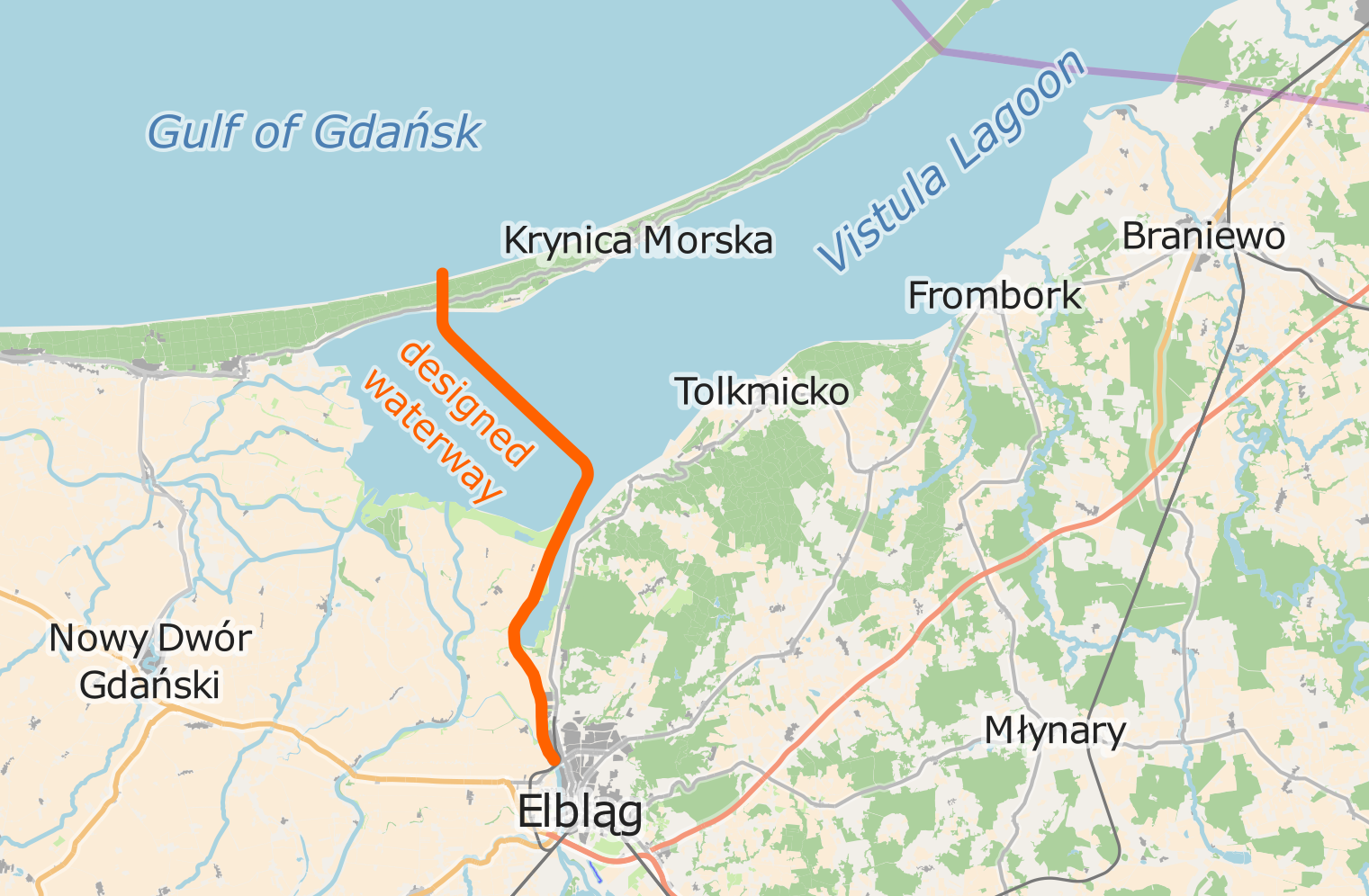
Proposta de hidrovia Elbląg - Baía de Gdańsk

- Construção do quebra-mar no lado da baía de Gdańsk, utilizando 10.000 blocos de concreto[5]
- Construção do canal de navegação juntamente com toda a sua infra-estrutura, incluindo as eclusas
- Novas estradas e duas pontes giratórias
- Construção de ilha artificial na Lagoa do Vístula

As obras começaram em fevereiro de 2019 com o corte de árvores, que foi concluído de 15 a 20 de fevereiro de 2019. A extração de madeira e a remoção de galhos deveriam ser concluídas até o final de março.

A primeira das duas pontes sobre o canal, a sul, foi concluída em junho de 2021. Fica na estrada que liga Krynica Morska e Stegna.

## Custos
Foi assinado um contrato com um consórcio polaco-belga em outubro de 2019 para construir o canal a um custo de 992 milhões de PLN (230 milhões de euros). O custo total do projeto deverá ser de 2 bilhões de PLN.

## Preocupações
A Federação Russa opôs-se fortemente ao canal por razões ambientais e de segurança alegando que uma vez que o canal poderia permitir que navios de guerra da OTAN entrassem na Lagoa do Vístula sem passar perto das instalações militares russas em Baltiysk isto supostamente representaria uma ameaça direta à segurança de Kaliningrado e a Federação Russa como um todo.
As preocupações ambientais foram expressas por ativistas ambientais na Europa e na Polónia, o que não impediu o projeto. 
Segundo a bióloga marinha Dra Agata Błaszczyk, há preocupações quanto à eutrofização da lagoa que era quase fechada, resultando em fortes proliferações de cianobactérias, que por sua vez contribuem para a proliferação de algas na lagoa, conferindo-lhe uma cor esverdeada distinta em comparação com o resto do Mar Báltico. Especulava-se que a nova via navegável contribuiria para a mobilidade dos sedimentos, resultando possivelmente em alterações na ecologia das áreas adjacentes do Mar Báltico, com consequências desconhecidas. A preocupação é que as cianobactérias da lagoa sejam diferentes das do mar aberto, com maior toxicidade.